# ギルドール・イングロリオン
ギルドール・イングロリオン(Gildor Inglorion)は、中つ国を舞台とした小説、『指輪物語』の登場人物。
フィンロド王家と関わりのあるノルドール・エルフの貴人の一人で、ホビット庄の森でフロドとその仲間に出会い、一夜の保護を与えると、のちにその苦境を友人たちに伝えた。
かれの名には意味のわからない要素もあるが、 "gil"には「星」、 "glor" には「黄金の、金色の」の意味がある。

## 概説
ギルドール・イングロリオンは、ノルドールの叛乱に加わり、アマンから中つ国へと渡来した上のエルフたち、すなわち「流浪の身」(the Exiles)、あるいは「流謫の身」のエルフの一人である。
かれは裂け谷に留まる上のエルフの一団を率いてホビット庄の西にある塔山丘陵を訪れ、エルベレスの姿を求めてパランティーアを覗いた。裂け谷へと帰る道すがら、第三紀の3018年9月24日、末つ森でホビットのフロド・バギンズに出会った。
3人のホビット、フロドとサム・ギャムジー、ペレグリン・トゥックは、一つの指輪の持ち主を探し求める黒の乗手に追われていたが、エルフの一団に気付いた黒の乗手は逃げ去って行った。
ギルドールはホビット達に一夜の保護と助言を与え、翌朝には食料を置いて旅を続けた。かれはフロド達が約束の日に現れなかった魔法使ガンダルフを待たずに旅立ったこと、黒の乗り手に追われていることをトム・ボンバディル、アラゴルン、エルロンドらに伝えた。
3年後の第三紀3021年9月22日、ギルドールはビルボ・バギンズ、ガラドリエル、エルロンド、そして彼らとともにアマンへと渡る多くのエルフたちとホビット庄を通り、緑山丘陵でフロド、サムと再会した。9月29日には灰色港に到着しキーアダンに出迎えられた。ガラドリエル、エルロンドおよびその家中のエルフ、ガンダルフ、ビルボ、フロドらとともに、白い船で西方へと旅立った。

## 家系
かれは「フィンロド王家のギルドール・イングロリオン」を名乗っているが、トールキンの残した『シルマリルの物語』の原稿には「ギルドール」なるエルフは登場せず、同名の人間がいるだけである。トールキンが『指輪物語』を書いた1938年当時、『シルマリルの物語』の「フィンロド」はフィンウェの三男の名前であり、その息子の名前が「イングロール・フェラグンド」だった。のちにフィンウェの三男は「フィナルフィン」に、その息子が「フィンロド・フェラグンド」へと変更され、これは『指輪物語』の「追補編Ｂ」にも反映されているが、本編のギルドールの名前には反映されなかった。「イングロリオン」とは、「イングロールの息子」を意味するので、トールキンはフィンウェに連なるものの息子の名前として、「ギルドール」を検討していたのかもしれない。しかし「イングロール」はフィンウェの系図から消え、ギルドールが名乗った「フィンロド王家の」という言葉が、フィンロドの家系を意味するのか、あるいは家中の者を意味するのかは、分からなくなった。